# 鳴海和希
鳴海 和希（なるみ かずき、12月5日 - ）は、日本の男性声優。東京都出身。

## 人物
日本ナレーション演技研究所出身者である。
2014年度にアイムエンタープライズの所属となった。
趣味は観劇、スノーボードである。
2018年2月28日をもって、声優業を廃業したことを事務所より発表した。

## 出演

### テレビアニメ
2014年
- ソードアート・オンラインII（男子生徒）

2015年
- FAIRY TAIL〜フェアリーテイル〜（巨獣）
- 聖剣使いの禁呪詠唱（男子）
- 電波教師（サトシ、男子生徒、客C、サッカー部員A、オタクB）
- 青春×機関銃（不良）
- 俺物語!!（友人D）
- ランス・アンド・マスクス（通行人）

2016年
- 迷家-マヨイガ-（山内、アナウンサー）
- 坂本ですが?（男子生徒）
- ぐらP&ろで夫II（純白の光ホワイト、血統書付きの犬）
- 斉木楠雄のΨ難（男子生徒）
- 食戟のソーマ 弐ノ皿（男子生徒A）
- マジきゅんっ!ルネッサンス（男子生徒）

2017年
- MARGINAL#4 KISSから創造るBig Bang（記者C、保健委員B、男子生徒、男子B）
- 風夏（男性客、観客）
- ツインエンジェルBREAK（アリ戦闘員）
- 天使の3P!（男子生徒B）
- 妖怪アパートの幽雅な日常（男子生徒A、男子生徒F）
- ブレンド・S（客）
- アイドルマスター SideM（観客）

2018年
- ラーメン大好き小泉さん（男子B）
- キリングバイツ（学生）
- citrus（男性、ゾンビ）
- こみっくがーるず（男性）

### ゲーム
2015年
- ソウルクラッシュ（異界の覇龍ヴァイパー）
- タワー オブ プリンセス（ライツ）
- トワイライトロア（慈愛のチャド、道化師イッソ)
- ヴァリアントナイツ 光と闇の覚醒（ソール＝グレンジャー）

2016年
- 白猫テニス（ウィロー）

### ドラマCD
- 俺が守ってやるよ。（不良2）[6]

### ラジオ
- 迷家‐マヨイガ‐「納鳴村 村役場広報課」（2016年4月28日、音泉）※回替わりパーソナリティ[7]